# Máscara Negra (canção)
Máscara Negra é uma canção, em ritmo de marcha-rancho, composta por Zé Keti e Pereira Matos para o Carnaval de 1967.[carece de fontes?]
Gravada pelo próprio Zé Keti e, depois, por Dalva de Oliveira (no álbum A Cantora do Brasil), a canção venceu o Primeiro Concurso de Músicas para o Carnaval, recém-criado pelo Conselho Superior de Música Popular Brasileira do Museu da Imagem e do Som do Rio de Janeiro, então presidido por Ricardo Cravo Albin.